# Баргата
Баргата (баш. Барғаты) — деревня в Дюртюлинском районе Республики Башкортостан Российской Федерации. Входит в состав  Учпилинского сельсовета.

## География

### Географическое положение
Расстояние до:
- районного центра (Дюртюли): 29 км,
- центра сельсовета (Новокангышево): 5 км,
- ближайшей ж/д станции (Уфа): 157 км.

## Население
| 2002 | 2009 | 2010 |
| ---- | ---- | ---- |
| 127  | ↘116 | ↘111 |

Национальный состав
Согласно переписи 2002 года, преобладающая национальность — башкиры (76 %).